# Az acélember
Az acélember (eredeti cím: Man of Steel) egy 2013-as szuperhős, sci-fi film, amely a képregénnyel azonos karakterről, Clark Kentről szól.

## Cselekménye
Kent a Krypton bolygón született, ami a születése után nem sokkal belső magja instabilitása miatt felrobban. A csecsemő Kentet szülei űrhajóba teszik, és a Földre küldik, ahol a fiú egyszerű farmercsaládnál nevelkedik. A világ legnagyobb hősének nem csak a gonosz Zod tábornokkal (Michael Shannon) és szövetségeseivel, hanem önmagával is meg kell küzdenie.

## Szereplők
| Színész            | Filmbeli karakter              | Magyar hang     | Leírás |
| ------------------ | ------------------------------ | --------------- | --- |
| Henry Cavill       | Superman / Clark Kent / Kal-El | Welker Gábor    | Egy emberfeletti képességekkel rendelkező túlélő a Krypton bolygóról.                                                                |
| Kevin Costner      | Jonathan Kent                  | Kovács István   | Clark nevelőapja, aki életét veszti egy tornádóban.                                                                                  |
| Russell Crowe      | Jor-El                         | Kőszegi Ákos    | Clark biológiai apja, aki a Kryptonon meghal, ám a Földön tartózkodó kryptoni kódex segítségével halála után is tud beszélni fiával. |
| Amy Adams          | Lois Lane                      | Ruttkay Laura   | Superman szerelme, a Daily Planet újságírója.                                                                                        |
| Michael Shannon    | Zod tábornok                   | Széles Tamás    | A kryptoni lázadók vezére, aki a Fantom Zónából megszőkik, és a Földet megpróbálja Új-Kryptonná alakítani.                           |
| Harry Lennix       | Swanwick tábornok              | Jakab Csaba     | Az amerikai hadsereg egyik tábornoka, aki valójában a Marsbéli Vadász.                                                               |
| Laurence Fishburne | Perry White                    | Gáti Oszkár     | Daily Planet főszerkesztője. |
| Ayelet Zurer       | Lara Lor-Van                   | Huszárik Kata   | Clark biológiai anyja, aki szintén a Kryptonon hal meg.                                                                              |
| Christopher Meloni | Nathan Hardy ezredes           | Epres Attila    | Az amerikai hadsereg egyik ezredese.                                                                                                 |
| Richard Schiff     | Dr. Emil Hamilton              | Várkonyi András | Az amerikai hadsereg egyik tudósa.                                                                                                   |
| Diane Lane         | Martha Kent                    | Kovács Nóra     | Clark nevelőanyja. |
| Antje Traue        | Faora-Ul                       | Horváth Lili    | Zod egyik követője. |
| Julian Richings    | Lor-Em                         | Csuha Lajos     | Zod másik követője. |
| Michael Kelly      | Steve Lombard                  | Kerekes József  | A Daily Planet egyik újságírója. |
| Dylan Sprayberry   | Clark 13 évesen                | Czető Ádám      | |
| Cooper Timberline  | Clark 9 évesen                 | Straub Norbert  | |